# Cratere Lins
Lins  è un cratere sulla superficie di Marte.